# The Amity Affliction
The Amity Affliction es una banda australiana de metalcore fundada en Gympie, Queensland en 2003. La formación actual de la banda está formada por Joel Birch (voz principal), Dan Brown (guitarra), Jonathan Reeves (bajo, voz) y Joe Longobardi (batería). 
La banda ha publicado ocho álbumes de estudio, entre ellos Severed Ties (2008), Youngbloods (2010), Chasing Ghosts (2012), Let the Ocean Take Me (2014), This Could Be Heartbreak (2016), Misery (2018), Everyone Loves You... Once You Leave Them (2020) y su reciente álbum Not Without My Ghosts (2023). Son conocidos por sus canciones profundamente personales, que a menudo abordan temas como la depresión, la ansiedad, la muerte, el abuso de sustancias y el suicidio. Muchas letras se inspiran en las luchas pasadas del vocalista Joel Birch.

## Historia

### Formación y primeros lanzamientos(2003–2008)
La banda The Amity Affliction fue formada en Gympie, una ciudad del sureste de Queensland por los amigos Ahren Stringer y Troy Brady en su último año de escuela secundaria. La banda fue nombrada de esta manera por un amigo cercano de la banda, que murió en un accidente automovilístico a los 17 años de edad. Amity se refirió a la Amistad y Affliction era para indicar que la lucha que se trata de la muerte hizo que los miembros de la banda. Todavía en la escuela secundaria, la banda participó varias veces en los conciertos escolares y tocando durante la hora del almuerzo.
En 2004, The Amity Affliction lanzó una demo de tres canciones. En el momento había cuatro miembros, Garth Buchanan en el bajo y Lachlan Faulkner en la batería. A finales de 2004, el vocalista Joel Birch se unió a la banda. Después, a mediados de 2005, la banda lanzó su EP debut . Después del lanzamiento del EP recorrieron East Coast Tour en 2005.
En 2007, había una formación hasta que Lachlan Faulkner y Garth Buchanan se separaron de la banda. Este último para unirse a Behind Crimson Eyes. Luego contrataron al baterista Troels Thomasson y al guitarrista Chris Burt (originalmente en el bajo), Ahren Stringer en el bajo y al tecladista Trad Nathan. La banda dio a conocer un nuevo EP de cinco canciones titulado High Hopes que fue nombrado por la casa The Amityville Horror. El DVD contó con la banda de discutir la grabación del EP, que también contó con la banda en la carretera y la realización.

### Severed Ties(2008–2010)
La banda lanzó su primer álbum de estudio en 2008, titulado Severed Ties. El álbum pasó una semana en la lista de álbumes de Australia en ranking número 26.
Es el primer álbum que cuenta con el hermano de Chris Burt, Ryan Burt, en la batería. El álbum presenta voces invitadas de Michael Crafter de I Killed the Prom Queen/Confession, Matthew Wright de The Getaway Plan, JJ Peters de I Killed the Prom Queen/Deez Nuts/Grips 'N' Tonic, Helmet Roberts y Lochlan Watt (Nuclear Summer) Un video musical fue lanzado para la canción Fruity Lexia. 
The Amity Affliction tocó numerosos shows en Sídney, Melbourne, Brisbane, Adelaide y Perth.
La banda emprendió una gira encabezando el cartel a través de toda Australia en 2009. También tocaron en Stairway to Hell Tour 2009 en Australia, con el apoyo de la banda de británica We Are the Ocean y la banda de Melbourne Hopeless, con una banda de apoyo local para cada ciudad. The Amity Affliction luego fue a Reino Unido para una gira completa apoyando a We Are the Ocean junto a Flood of Red y All Forgotten.

### Youngbloods y Glory Days(2010–2011)
A finales de 2009 The Amity Affliction separó de guitarrista Christopher Burt. La decisión fue mutua y había sido planeada desde hace algún tiempo. Su último concierto fue en Londres el diciembre de 2009. Si bien todos los miembros siguen siendo buenos amigos con Chris, la decisión fue tomada en el mejor interés por la banda musicalmente. Chris ahora toca la guitarra y canta en la banda de Brisbane SENSaii. Después, Clint Ellis (ex-The Getaway Plan) tomó su lugar.
En abril de 2010, la banda voló a Nueva York para grabar su segundo disco de larga duración con el productor Machine. El 10 de mayo, la banda subió una nueva canción de su álbum, "I Hate Hartley" en su MySpace y la canción fue luego disponible para su descarga gratuita.
El 18 de junio de 2010, la banda lanza un segundo álbum de estudio titulado Youngbloods, Fue nominado para el premio ARIA 2010 por Mejor Álbum Interpretado de Hard Rock/Heavy Metal pero perdió ante la banda australiana Parkway Drive  con el álbum Deep Blue.
En octubre, la banda anunció que sería la lanzamiento de Glory Days, lo que sería una recopilación de demos antiguos y los dos primeros EPs, Glory Days fue lanzado el 26 de noviembre de 2010. Luego anunciaron una gira por Reino Unido junto con Asking Alexandria y uno después con amigos durante mucho tiempo Deez Nuts, Endwell y Louie Knuxx.
El 30 de mayo de 2011, la banda lanzó su segundo video musical de Youngbloods; Después del video musical de "I Hate Hartley", el nuevo video musical de la canción "Youngbloods" fue lanzado exclusivamente en Guvera.com.
A finales de 2011, la banda se embarcó en su gira nacional titular, Fuck the Reaper, con los actos de apoyo Asking Alexandria, Skyway y una banda local en cada ciudad.

### Chasing Ghosts(2012–2013)
Durante el 2011, el 17 de septiembre en Townsville, Queensland, el vocalista Joel Birch anunció que tenían previsto dirigirse a Estados Unidos a principios de 2012 para grabar su tercer álbum.
El 8 de febrero de 2012 se anunció que The Amity Affliction había sido firmado por Roadrunner Records para su próximo álbum y futuro.
El 7 de mayo de 2012, la banda se dirigió a Orlando, Florida para comenzar a grabar su tercer álbum con el productor Michael Baskette.
El 7 de junio de 2012 fue anunciado tercero álbum de la banda se titularía Chasing Ghosts y se programaría el lanzamiento para el 7 de septiembre de 2012 en Australia, 17 de septiembre de 2012 para Reino Unido, y el 18 de septiembre de 2012 para los Estados Unidos.
Poco después del anuncio del álbum Chasing Ghosts, se reveló la portada del álbum. La portada muestra a un hombre colgado de un árbol que se piensa que se suicidó. La naturaleza gráfica de esta imagen causó mucha controversia entre las redes sociales y los fanáticos. La situación fue muy irónica debido a que el principal mensaje detrás del álbum era anti-suicidio e instaba a los fanáticos que se sienten suicidas a recurrir a personas cercanas a ellos y buscar ayuda en lugar de quitarse la vida.
Fue revelado en un artículo de noticias y una portada de revista publicada el 13/14 de agosto que el guitarrista Imran Siddiqi ya no sería parte de la banda. Además, Siddiqi no apareció en el videoclip del sencillo "Chasing Ghosts" lanzado el 15 de agosto. Un guitarrista tocó su gira de álbum y gira de EE.UU a finales de 2012.
Después del lanzamiento de Chasing Ghosts, la banda realizó una gira nacional en Australia en septiembre-octubre promocionando su nuevo álbum con los grupos de apoyo The Ghost Inside, Architects y Buried In Verona. The Amity apareció en Soundwave en 2013 en febrero-marzo y también Warped Tour Australia a finales de año.
Joel Birch anunció el 24 de marzo de 2013 que Dan Brown era el nuevo guitarrista, aunque no apareció en el video musical "Open Letter".

### Let the Ocean Take Me(2014–2015)
A finales de 2013, la banda lanzó un demo de la canción Cave In. El sencillo se especuló que se ofrecerá en el próximo álbum. Sin embargo, esto se demostró falso cuando la banda anunció las canciones de su próximo cuarto álbum de estudio. El primer sencillo de las bandas de luz que vienen álbum titulado Pittsburgh fue lanzado el 14 de abril de 2014. El segundo sencillo Don't Lean On Me fue lanzado el 15 de mayo de 2014. El álbum titulado Let the Ocean Take Me fue lanzado 6 de junio de 2014 en Australia, 9 de junio de 2014 en Reino Unido, y el 10 de junio de 2014 en Estados Unidos. Debutó en el n.º 1 en la lista de álbumes australianos de ARIA, convirtiéndose en el segundo número 1° consecutivo de la banda.
El 11 de octubre, el guitarrista principal Troy Brady anunció que había decidido abandonar la banda, haciendo Ahren Stringer el único miembro original que queda en la banda.
El 18 de mayo de 2015, The Amity Affliction lanzó un avance de su próximo documental titulado Seems Like Forever en YouTube. La descripción del video contiene enlaces para pre-ordenar la película, lanzada el 10 de julio de 2015 como un DVD independiente o una versión deluxe de dos discos en CD de Let the Ocean Take Me, que incluye dos canciones inéditas, "Skeletons" (presentado en el tráiler) y "Farewell".
A mediados de noviembre, un nuevo sencillo, "Shine On" se estrenó en la radio y se lanzó digitalmente sin previo aviso. Alcanzó el top 5 en la lista de iTunes de Australia y debutó en el puesto 19 en la lista de sencillos de ARIA, la más alta de la banda.

### This Could Be Heartbreak(2016-2017)
El 18 de mayo, The Amity Affliction publicó un video en su página de Facebook anunciando su quinto álbum de estudio, This Could Be Heartbreak. También se anunció que el álbum sería lanzado el 12 de agosto y la banda también lanzó el video musical para el primer sencillo, "I Bring the Weather with Me". La canción también presenta voces limpias de Joel Birch.
Junto con este nuevo álbum, The Amity Affliction también anunció una gira de 1500 personas (por ciudad) en Australia llamada "I Bring the Weather with Me Tour" en The Tivoli en Brisbane el 19 de agosto, Metro Theatre en Sídney el 26 de agosto y 170 Russell en Melbourne el 31 de agosto. Apoyándolos en esta gira estarán Trophy Eyes. También recorrerán los Estados Unidos durante septiembre y octubre y luego Europa en diciembre para el registro. El 10 de julio, la banda lanzó su segundo sencillo para el álbum, la canción principal "This Could Be Heartbreak" junto con un video musical. El 9 de agosto, la banda lanzó un video de la canción "All Fucked Up" en YouTube. La banda también apareció en la compilación Fearless Punk Goes Pop Vol. 7, que cubre la exitosa canción de The Weeknd "Can't Feel My Face". Un video musical para la portada fue lanzado el 22 de junio de 2017.

### Misery(2018-2019)
El 20 de junio de 2018, The Amity Affliction lanzó el primer sencillo, "Ivy (Doomsday)", de su próximo sexto álbum de estudio, Misery. La banda anunció que el álbum se lanzaría el 24 de agosto a través de Roadrunner Records. La banda lanzó un video oficial junto con el lanzamiento de "Ivy (Doomsday)". La banda lanzó la canción "Feels Like I'm Dying" como segunda parte del video "Ivy (Doomsday)". La lista oficial de canciones finalmente se reveló en el sitio web de la banda. Es su cuarto álbum consecutivo para alcanzar el # 1 en la tabla de álbumes de Aria.
El 29 de enero de 2019, la banda lanzó un video musical para 'Drag The Lake', el primero en presentar al nuevo baterista Joe Longobardi, quien reemplazó a Ryan Burt después de dejar la banda en 2018. En septiembre, la banda completará una gira por la costa este de Australia con Underoath, Crossfaith y Pagan.

### Everyone Loves You... Once You Leave Them(2019-2021)
El 6 de septiembre de 2019, la banda lanzó su nueva canción, "All My Friends Are Dead" acompañada de un video musical. La canción marca un regreso a los elementos más pesados de la banda; es su primer lanzamiento bajo Pure Noise Records. El 31 de diciembre, se reveló que la banda lanzaría su nuevo álbum el 21 de febrero después de que la versión alemana de Amazon filtró accidentalmente la lista de productos del esfuerzo. La banda también ha lanzado un adelanto de una próxima pista del álbum.
El 8 de enero de 2020, la banda confirmó su séptimo álbum, Everyone Loves You ... Once You Leave Them, que se lanzaría el 21 de febrero de 2020, junto con la revelación de la lista de canciones del álbum. Junto a la confirmación del álbum lanzaron el segundo sencillo de la salida, "Soak Me in Bleach", acompañado de un video musical.
El 29 de enero, la banda lanzó el siguiente sencillo del álbum, "Catatonia", que recuerda su anterior sonido más pesado.

### Not Without My Ghostsy salida de Stringer (2022-presente)
El 15 de diciembre, la banda lanzó "Death Is All Around", la tercera y última canción de su EP Somewhere Beyond the Blue, que se lanzó el 15 de diciembre de 2021 y presenta interpretaciones vocales impuras de Joel Birch y Ahren Stringer. Al hablar del nuevo sencillo, Ahren reveló: "Estamos inmersos en una pandemia que no desaparecerá, con los cierres que siguen ocurriendo aquí en Australia y sin giras a la vista, es una situación desesperada y una que inspiró la letra de esta canción". El 29 de noviembre de 2022, la banda lanzó el primer sencillo "Show Me Your God" y su correspondiente video musical. El 13 de febrero de 2023, la banda publicó el segundo sencillo "I See Dead People" con Louie Knuxx junto con un video musical.
El 22 de marzo, la banda estrenó el tercer sencillo "It's Hell Down Here" junto con un video musical. Al mismo tiempo, anunciaron oficialmente que su octavo álbum de estudio, Not Without My Ghosts, se lanzaría el 12 de mayo de 2023, al tiempo que también revelaron la portada del álbum y la lista de canciones. El 20 de abril, un mes antes del lanzamiento del álbum, la banda lanzó el cuarto sencillo y la canción principal "Not Without My Ghosts" con Phem.
El 24 de mayo de 2024 se anunció en el Instagram oficial de la banda que Stringer ya no participaría en la etapa norteamericana de su gira. Tim Beken de True North lo reemplazaría por el resto de la gira.
El 2 de septiembre de 2024, Stringer anunció que se tomaría un descanso de la banda en 2025 después de completar su gira por Australia Let The Ocean Take Me 10 Year Anniversary Tours. Su reemplazo en la gira es Jonathan Reeves de Kingdom Of Giants.
El 29 de enero de 2025, Stringer anunció que no realizará giras con la banda en el futuro cercano, lo que indica que su descanso ahora es indefinido.
El 14 de febrero de 2025, la banda anunció a través de Facebook que Stringer fue despedido de la banda y que continuarían como un trío. Después de la salidade Stringer, ninguno de los miembros originales permanece en la banda.

## Miembros
| Miembros actuales - Joel Birch – voz (2004–presente) - Dan Brown – guitarra, coros (2013–presente), bajo (2025–presente) - Jonathan Reeves – bajo, voz (2025–presente) - Joe Longobardi – batería (2018–presente) | Antiguos miembros - Garth Buchanan – bajo (2003–2007) - Lachlan Faulkner – batería (2003–2007) - Troels Thomasen – batería (2007–2008) - Chris Burt – guitarra rítmica, bajo ocasional (2007–2009); bajo, guitarra rítmica ocasional (2007) - Clint Owen Ellis (Splattering) – guitarra líder (2009–2011) - Trad Nathan – teclado, sintetizador, programación, samples (2006–2011) - Imran Siddiqi – guitarra rítmica (2011–2012) - Troy Brady – guitarra, coros (2003–2014) - Ryan Burt – batería (2008–2018) - Ahren Stringer – voz (2003–2025), teclado (2003–2025, adicionalmente: 2006–2011), bajo (2007–2025), guitarra rítmica (2003–2007, ocasionalmente: 2007–2009) Antiguos miembros de gira - Kyle Yocum – guitarra (2015–2017) - Casey McHale – batería (2016–2017, 2018) - Troy Wright – batería (2017–2018) - Joseph Arrington – batería (2018) - David Parkes – batería (2024) - Tim Beken – bajo, voz (2024) |

Linea del tiempo

## Discografía
Álbumes de estudio
- 2008: Severed Ties
- 2010: Youngbloods
- 2012: Chasing Ghosts
- 2014: Let the Ocean Take Me
- 2016: This Could Be Heartbreak
- 2018: Misery
- 2020: Everyone Loves You... Once You Leave Them
- 2023: Not Without My Ghosts